# Бенждида, Софиан
Софиан Бенждида (араб. سفيان بنجديدة‎; род. 5 сентября 2001, Касабланка) — марокканский футболист, нападающий клуба «Стандард».

## Клубная карьера
Бенждида — воспитанник футбольной академии Мухаммеда VI, а также клубов ФЮС, ФАР и «Раджа». 28 июля 2021 года в матче против МАС он дебютировал в Ботола лиге в составе последних. 17 декабря в поединке против «Хассании» Софиан забил свой первый гол за «Раджу». В 2023 году Бенждида перешёл в льежский «Стандард». 18 мая 2024 года в матче Плейофф Лиги против «Гента» он дебютировал за основной состав. 25 мая в поединке против «Мехелена» Софиан забил свой первый гол за «Стандард». 28 июля в матче против «Генка» он дебютировал в Жюпиле лиге.
В начале 2025 года Бенждида на правах аренды перешёл в РВДМ47. 18 января в матче против «Эйпена» он дебютировал в Челленджер Про Лига. В этом же поединке Софиан забил свой первый гол за РВДМ47. По окончании аренды игрок вернулся в «Стандард».